# Prezidentské milosti Petra Pavla

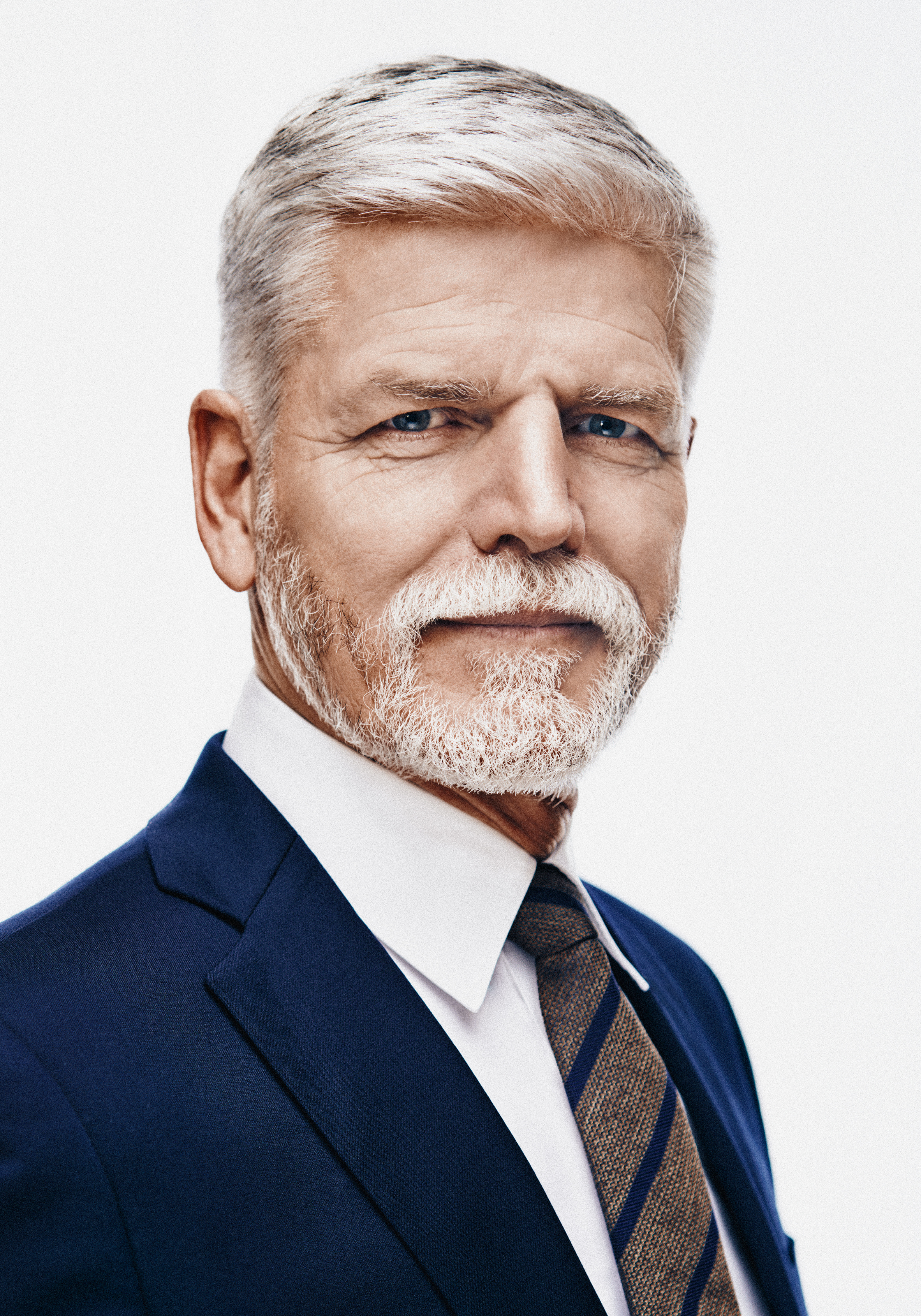
Prezident Petr Pavel

Prezidentské milosti Petra Pavla, neboli zmírnění a odpuštění trestů nebo zahlazení odsouzení prezidentem Petrem Pavlem, čítají k 21. květnu 2025 třináct případů.

## Přehled milostí

### Milosti z 30. července 2024
- 29letá žena odsouzená za méně závažnou majetkovou trestnou činnost se škodou necelých 13 tisíc korun. Odpuštěn zbytek trestu v rozsahu necelých 300 dní. Důvod milosti: Péče o tři nezletilé děti ve věku tři až sedm let. Otec se nezvládal zároveň starat o děti a pracovat, což ohrožovalo finanční stabilitu rodiny.[1]
- 36letá žena odsouzená na 4 roky a 4 měsíce za krádeže a neoprávněné podnikání. Důvod milosti: péče o sedm dětí ve věku od 2 do 9 let, přičemž hrozilo odebrání dětí do pěstounské nebo ústavní péče.[1]
- 36letý cizinec dlouhodobě pobývající a pracující v Česku odsouzený za řízení pod vlivem alkoholu a způsobení škody necelých 112 tisíc korun při poničení zaparkovaných aut. Škodu zaplatil, stejně jako pokutu, a odpykal si přes polovinu dvouletého zákazu řízení. Kvůli přečinu mu hrozilo zrušení platnosti povolení k pobytu, což by pro něj bylo daleko větším postihem.[1]
- 76letý muž odsouzený v Hongkongu za pašování drog k 27 letům vězení. Trest tím byl zkrácen na 8 let, z čehož 6 let si odseděl už v Hongkongu. Důvod: takto vysoký trest by vzhledem k vysokému věku žadatele v podstatě znamenal doživotí, zatímco v ČR je trestní sazba za tento trestný čin 8 až 12 let.[1] Omilostněný Vladimír Švec však zemřel kvůli chatrnému zdraví 3. září, tedy ještě před propuštěním, ke kterému mělo dojít ke konci listopadu.[2]

### Milosti ze 7. března 2025
- V březnu 2025 udělil Petr Pavel pět milostí, ve čtyřech případech šlo o prominutí trestů spojených s pěstováním marihuany.[3]

### Milosti z 21. května 2025
- Prezident republiky rozhodl o zastavení trestního stíhání čtyř vojáků České armády.[4] Ti byli trestně stíháni v souvislosti s případem příslušníka afghánské armády, který v roce 2018 na vojenské základně v Afghánistánu zastřelil příslušníka Armády ČR a další dva české vojáky vážně zranil.[4] Důvodem milosti byla mimořádnost válečné situace, složitý mezinárodní kontext případu, značná délka dosavadního vyšetřování a skutečnost, že vojáci nebyli obvinění primárně z násilných trestných činů.[5]

### Milosti z 3. července 2025
V červenci 2025 udělil Petr Pavel milosti dalším čtyřem osobám.